# 雪佛兰沃蓝达
雪佛蘭沃蓝达（英語：Chevrolet Volt）是一輛通用汽車雪佛蘭品牌的插電式混合動力汽車（英語：Plug-in hybrid electric vehicle，缩写：PHEV），2009年7月開始建造原型，2011年之前於通用沃倫廠量產。2010年11月前開始全面销售，雖然通用當時面臨破產危機，汽車市場表示沃蓝达有大機率還是會被重整後的通用繼續發展。2009年夏季，整車產量有達到每週10輛，預計10月會有80輛測試性質的伏特在路上。本車動力系統也將命名為新型Voltec平台底盤取代之前的E-Flex平台將來推廣於更多電動車系。
它並不像當前的其他混合車，其動力核心內燃機（ICE）並沒有任何機械連結構造連到車輪，而是全靠鋰電池電動機控制車輪，且續航力達到40英里（64），可以使75%美國上班族的通勤完全不必開內燃機而靠電力完成上下班，因為他們平均路程只有33英里（53），全低於40英里（64），而長程行駛時4汽缸內燃機才會發動來推動發電機，灌輸53 kW發電量給電動馬達去推動車輪。這類「增加里程式電動車」的汽油引擎只提供發電不推動車輪，可讓汽油引擎的運轉保持在省油的狀態，耗油量比汽油引擎須推動車輪的Hybrid混合動力車少很多，更加省油；電動馬達原本就有一起動就達到最大扭力的特性，足以推動整列高鐵列車高速行駛，其實不須汽油引擎再協助推動車輪來增加性能，Volt只有在時速超過50英里時在某些速度下為了增加效率，電腦會短暫的以離合器和行星齒輪連結引擎和驅動馬達，用汽油引擎驅動車輪。
電動機的帶動能量可以來自汽油引擎或是電池儲備，全依電池電量表（SOC）的存量來控制何時啟動汽油引擎。內含有一個電力控制單元（ECU）。這讓沃蓝达可以加一次油就跑640英里（1,030）。的16kWh鋰電池套件充電（技術上是充到85%SOC飽和）還可以採用外接120-240VAC 住宅插座配合SAE J1772介面插頭延長線進行充電，不需要特製充電站。
自從美國汽車工程師協會（SAE）定義混合車為「兩種以上能量儲存裝置可以單獨或同時提供動力的車」，通用就避免用「hybrid」來稱沃蓝达。反而GM稱沃蓝达是一種為了長程需求而外加補助性汽油引擎的純電動車，並取名為「Extended Range Electric Vehicle」長程電動載具，簡稱EREV。
但不論如何，現在同時有電動和汽油兩種裝置的車輛都被大眾認知為油電混合車。

## 設計階段

### 概念車

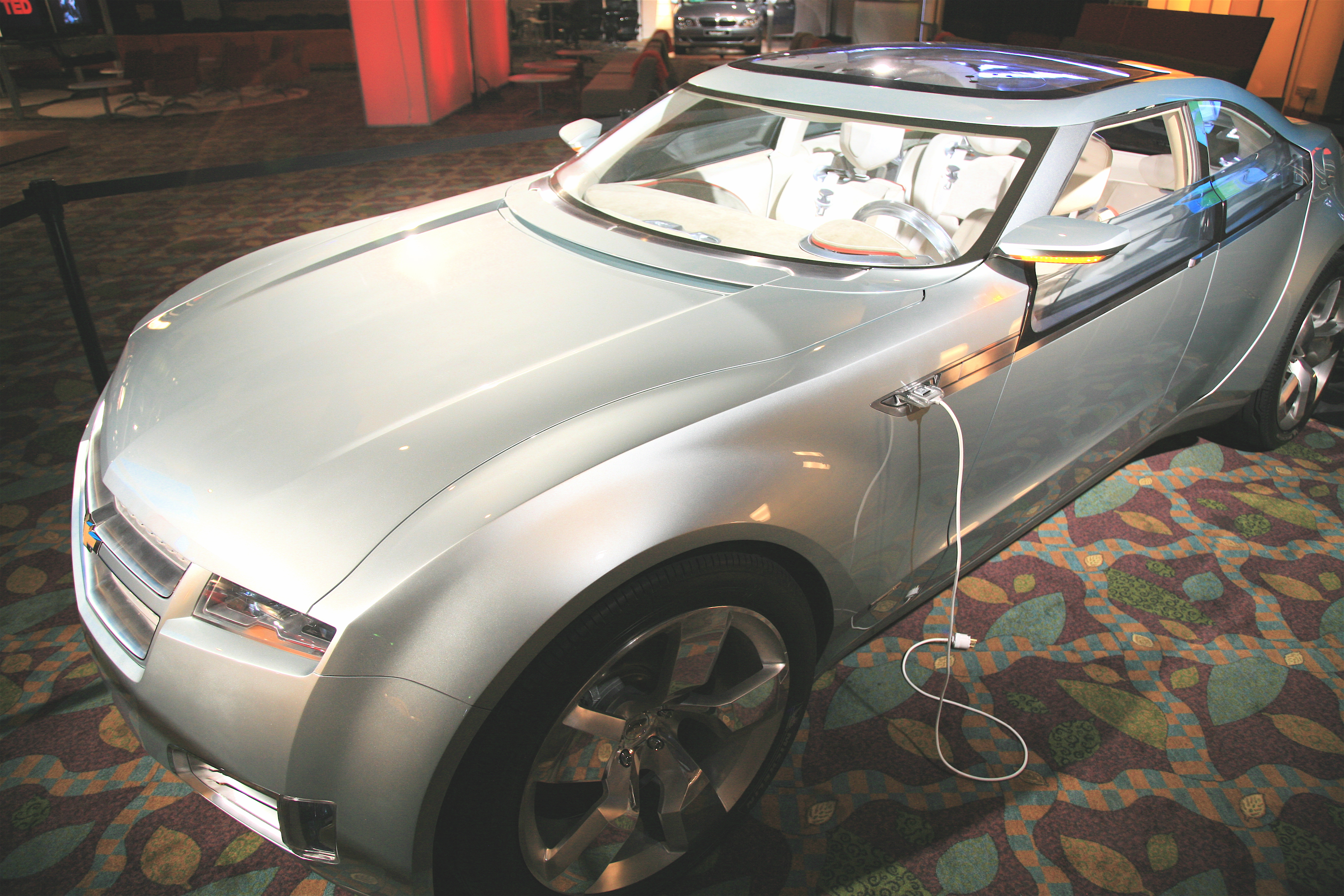
2007概念車

沃蓝达的概念車是一款五門车，可载四人。這和90年代的General Motors EV1相比是重大改變（當時的電動馬達馬力限制只載2人），它的最高时速也有提升，從130km/h提升到160km/h，電池尺寸也大減，從300L體積減到100L。

### 量產版
2008年9月，量產版沃蓝达照片流出，與概念車有許多不同，該照片被公佈於Autoblog網站。9月16日通用汽車公佈了和概念車有很大不同的沃蓝达量产版，使用通用新型"Delta II" 底盤，並和2010 Cruz車款以及 雖然GM沒有公佈風阻係數，但因使用了Kammback車型，因此会低于會低於丰田普锐斯。

### 電動動力設計

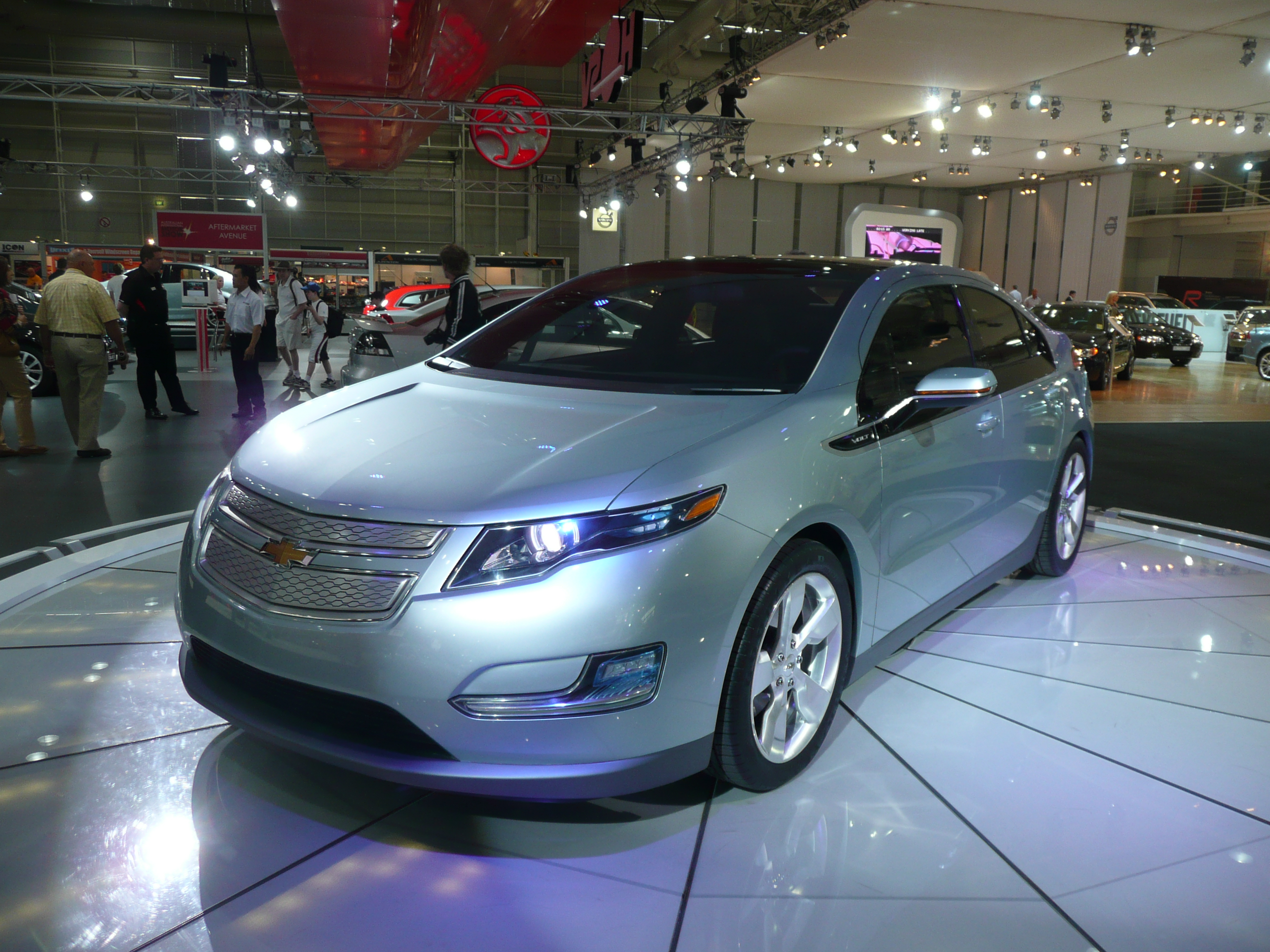
2008的量產展示版.

GM主管表示電池的新設計有助於帶來革命性進展。，為了加速電池研發，GM選定兩家供應商供應鋰電池套件：Compact Power公司將使用母公司的錳氧化製程技術生產，而LG Chemical和Continental Automotive Systems將使用奈米磷酸鹽的A123 Systems圓形電池。 2007年8月9日，GM選擇了后者，這個新電池不久後就在EVS23工程研討會上揭露。 CPI工作速度很快，不久之後2007年CPI就交付了兩個全功能的原型電池給GM測試。2008年1月31日，A123和Continental交付了第一個歐洲區用的測試電池。之後GM於2009年1月12日發佈將用LG Chem成為量產電池商。電池有十年壽命。在2008年初，他們開始了廣泛電池加速操練測試使10年間的使用情況在2年間呈現。電池裝於Chevrolet Malibu作為現實環境測試。
2008年4月，GM主席Bob Lutz称第一個鋰電池測試已經展開。 之后通用確定在汽油部份將用1.4公升4汽缸引擎使用於混合充電，該引擎將在密西根廠生產。並搭配銷售一種太陽能車庫套件，使車子在充電期間也是使用乾淨能源。 車輛首席工程師Andrew Farah表示2010年的量產一定能達成並表示「在目前這時間點已經沒有任何東西能阻礙我們。」

### 動力傳動系統

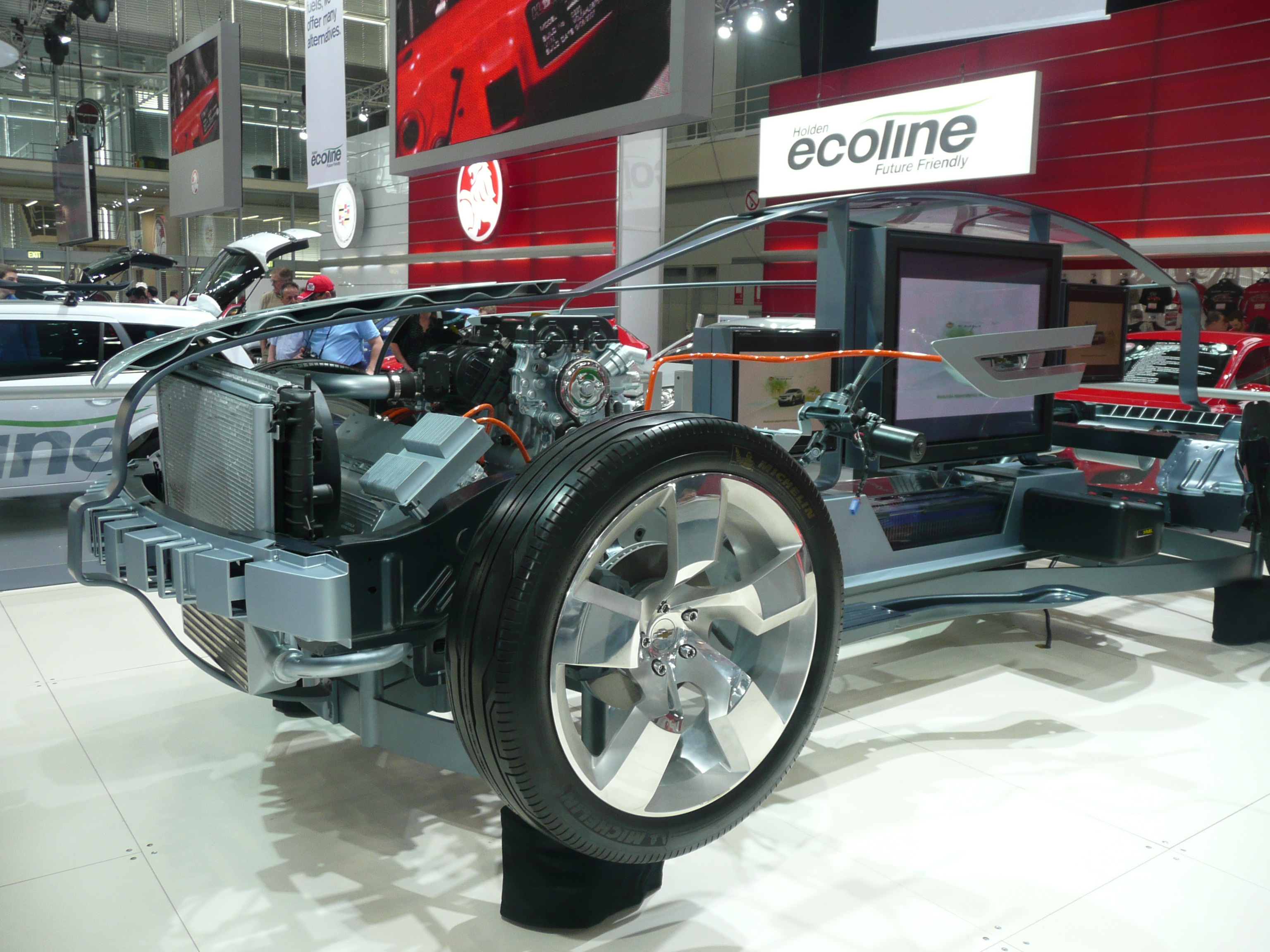
2008澳洲國際車展中展出的沃蓝达結構剖面圖.

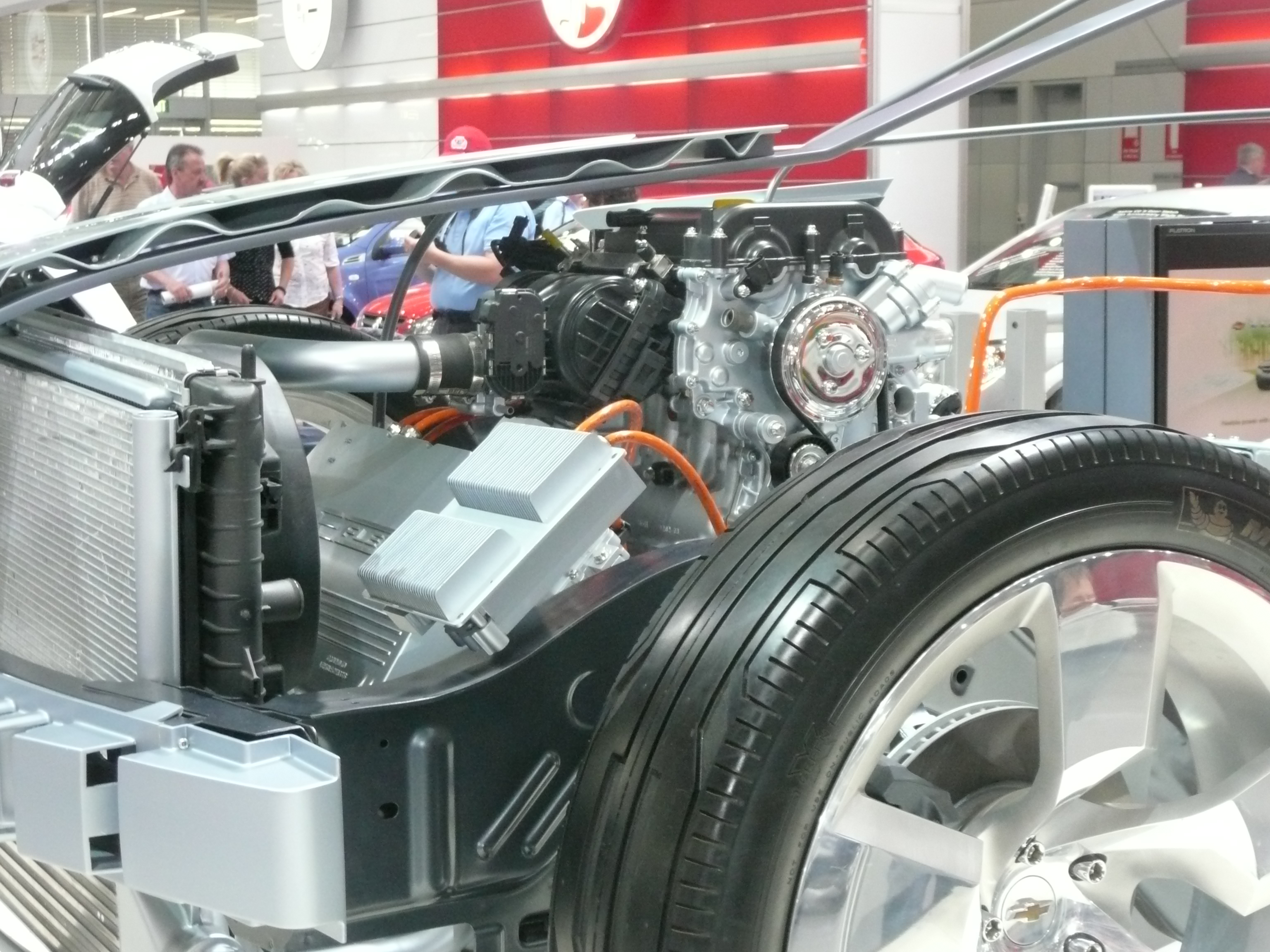
油電雙動力系統

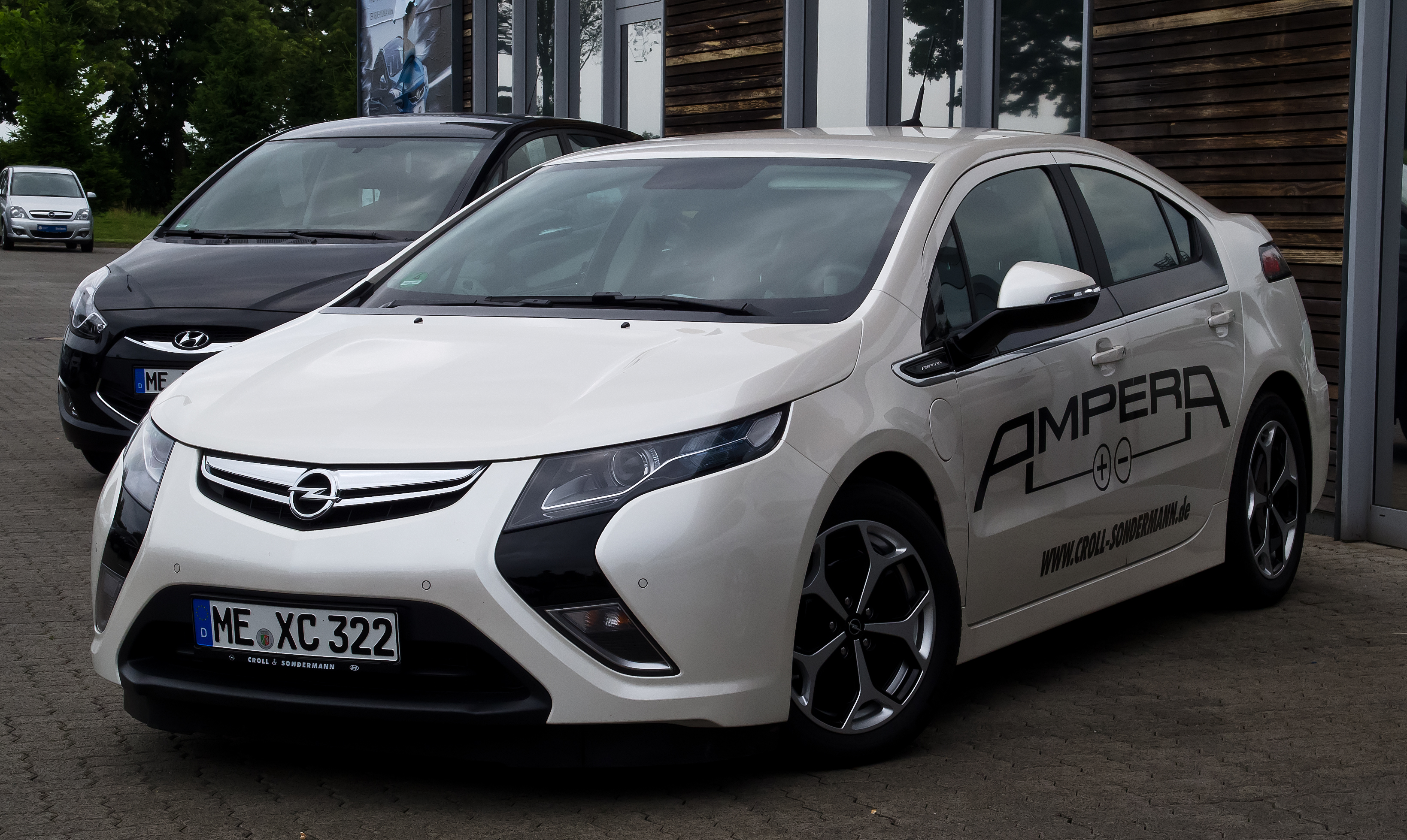
Opel變形版的稱為Opel Ampera

雪佛蘭沃蓝达概念車於2007年北美汽車展發表後， 通用以伏特當平台 企圖標準化諸多零件以備日後量產其他電動車，和多重互換的電動機系統。最初設計包含整合型電動馬達和16kWh鋰電池插電充系統 搭配一個1.0L小汽油引擎帶動的53kW補助發電機。本車電動機最高功率可達120kW。通常狀態下本車需要在車庫充電一晚才能全電力行駛上下班的路程。如果是美國一般120V，15A插座需要八小時但是如果用240VAC則只要三小時。 未來電池進步後可能時間更短。
車輛在非電力階段的動力有許多方案可供選擇。最初原型車預計使用渦輪增壓1.0升3汽缸引擎. 後來則是被通用GM指定使用自然進氣1.4升4汽缸汽油引擎（也就是欧宝的Family 0引擎）。該引擎可以使用環保混合油，車上的鞍狀油箱可以容納45升油料。
這種設計也可滿足插電式混合車的要求，所有機械能都會轉成電能再驅動車輪；不論是輸入電池或是直接送往馬達。所以引擎一定必須透過電力馬達才能驅動車輪，沒有任何機械構造連接車輪(與現今的普遍的丰田普锐斯不同)，該設計通用自稱能最佳化燃油效率，並減低排放量和維護費。規劃中鋰電池在電量表(SOC)上最多充至85%。當一個電池低於警戒值(<25%)內燃機就會啟動持續維持電量在30%SOC上下。通用決定發明一個新名詞以區別本車和其他電動混合車。稱為E-REV，長程電動載具(Extended-Range Electric Vehicle)，雖然基本上它和混合車差不多， 但沃蓝达只有在很少的狀況下為了增加效率，電腦才會使用離合器連接行星齒輪，讓引擎和驅動馬達直接連結，由引擎直接驅動車輪。
它可选择Normal（普通）、Sport（运动）、Mountain（山路）以及Low Shift四种行驶模式。Sport是车辆响应性更高的模式，Mountain是为爬坡而加大充电电池充电量的模式，Low Shift是可以提高再生时发电量的模式。据美国通用介绍通常为了让SOC不低于30％而启动发动机，但Mountain模式则会在SOC为40％左右时启动发动机。发动机的最高输出功率为63kW、最高转数为4800rpm，驱动马达的最高输出功率为111kW、最大扭矩为370N·m，发电机兼马达的最高输出功率为55kW。

## 生產銷售
2007年7月，通用公佈預計沃蓝达最快將於2010年在美國上市。 2008年7月, 通用宣布確定生產本車，並且不會超過2010年底前就上市。之後2007年通用生產會議確定沃蓝达將在底特律廠生產。 而汽油引擎部件將會從通用的Opel在奧地利的工廠進口。最初估計通用有能力年產60,000輛雪佛蘭沃蓝达， 但是2008年5月估計值下調到只能生產10,000輛,只有開產第二年後才能達到60,000輛。
2008年7月的英國國際車展，GM以欧宝和沃克斯豪尔的名义发布了欧洲版的沃蓝达，生產基地设在英国的沃克斯豪尔。 8月，GM公佈沃蓝达將在2011年前於歐洲上市。2009年1月，GM公告歐洲版沃蓝达將以欧宝/沃克斯豪尔 Ampera名稱銷售，並於三月日內瓦車展亮相。
2008年10月悉尼車展，宣布该车2012年在澳洲上市且售價不會高於$30,000美金。

### 售價
美國市場售價預計是4萬美金 加上政府補助金可以降到$32500美金，接近最初通用預估的3萬美金。英國則是售2萬英鎊。

## 規格

### 燃料效率
當一個電池耗用到臨介值之下時另一個就會開始放電並啟動引擎充電，每個充電循環Volt的汽油引擎大約需要50mpg到150mpg間的油量，使另一個電池再充電到臨介值之上（透過引擎驅動內建的53 kW 發電機），然後再關閉引擎。
因此變數在於每一種行駛油電切換週期中引擎啟用的時間，這會決定Volt的最終燃油效率(EPA)。

### 充電電池

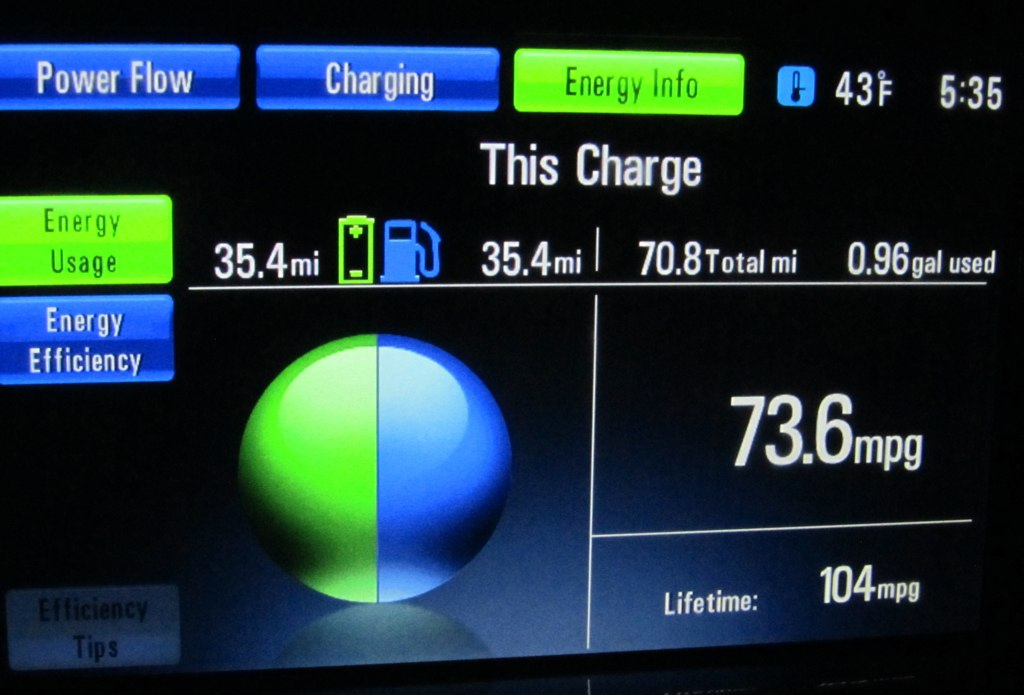
雪佛兰伏特綠能系統

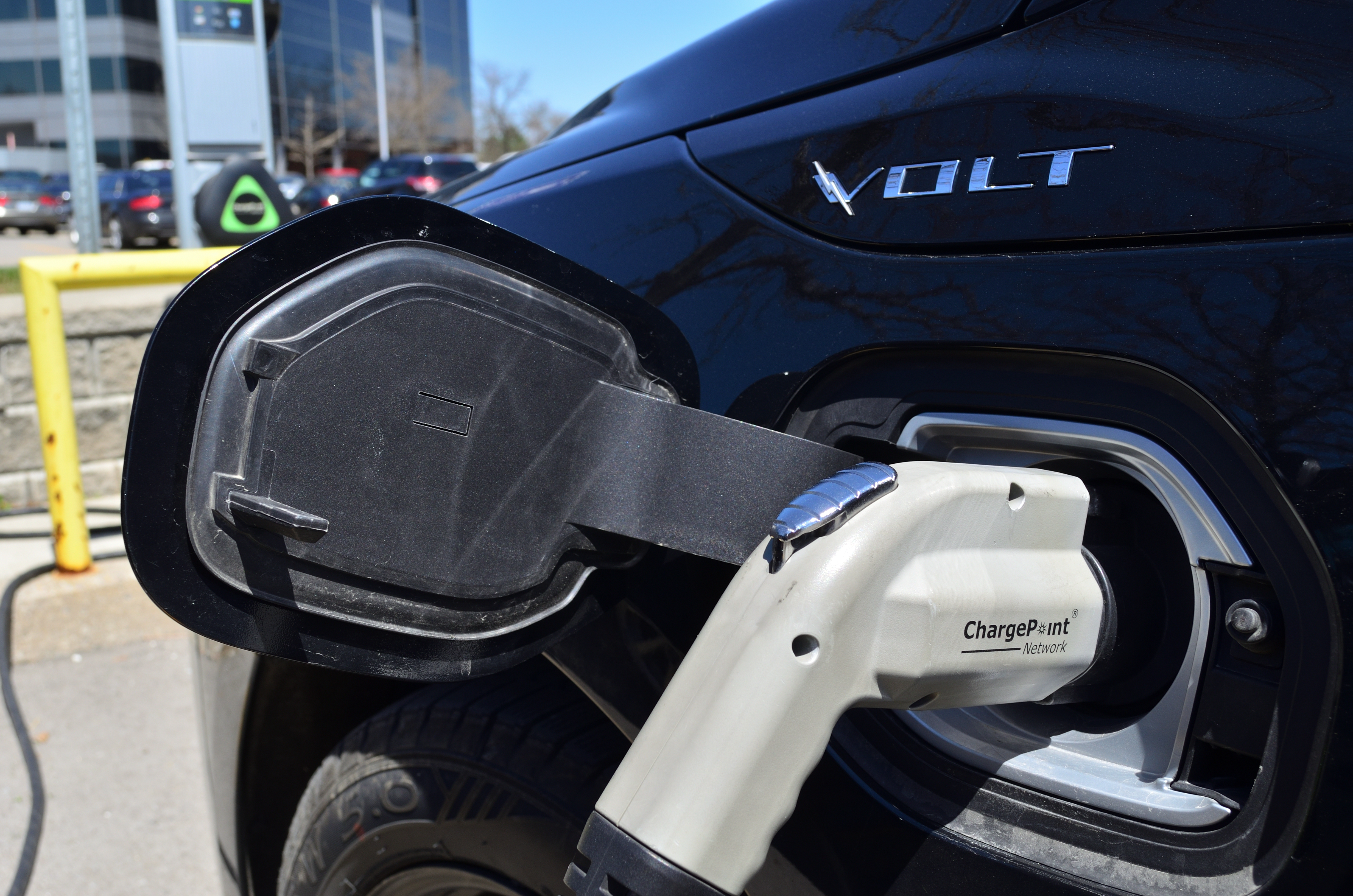
充電中的Volt

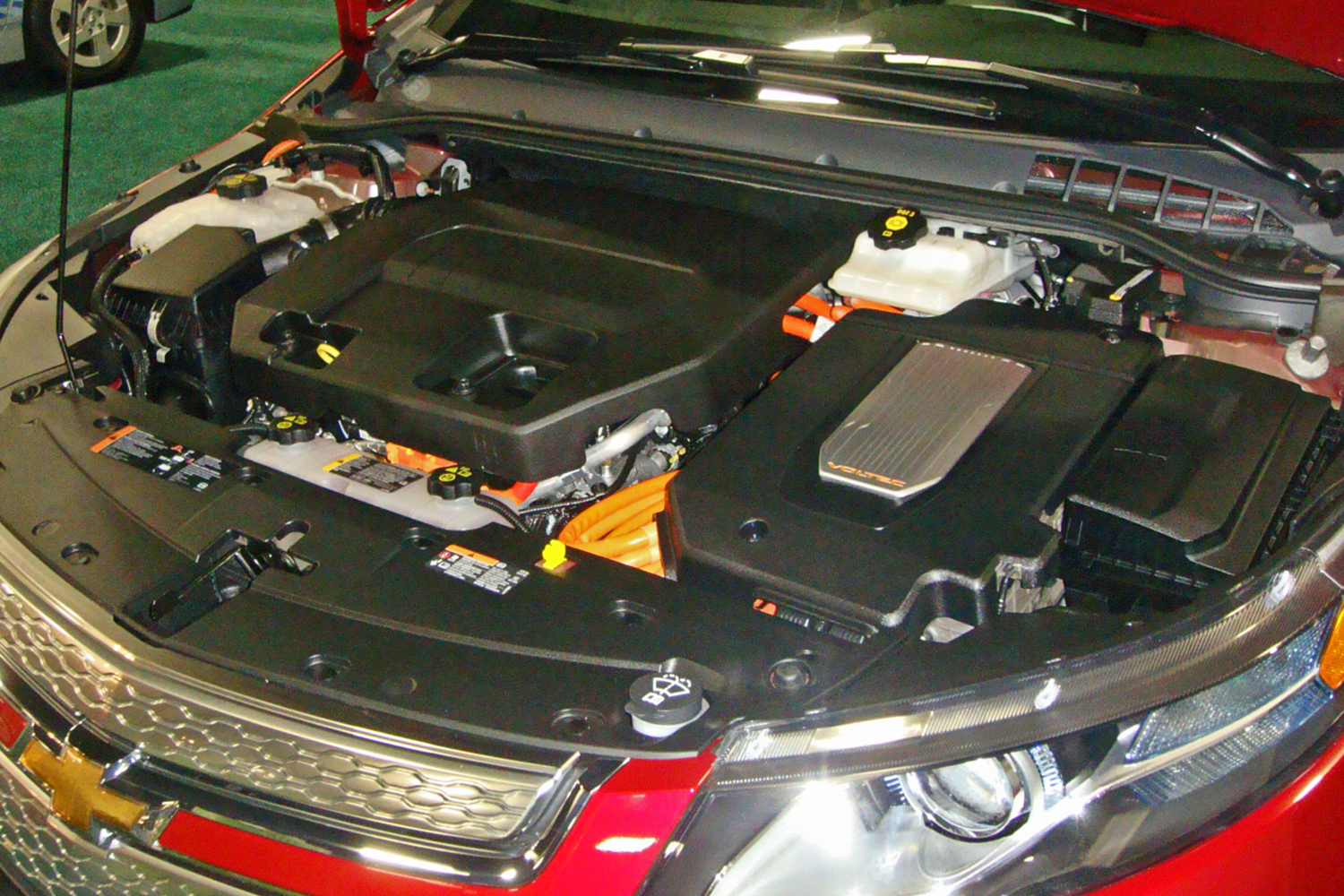
1.4L 油電混合引擎

消息指出通用已經決定量產版第一批伏特獨占採用Compact Power Incorporated (CPI)公司的電池，那是一家底特律的南韓LG關係子公司. 鋰電池將在南韓生產後運到美國組裝，整車底盤整合將在GM密西根州工廠。
一台車220顆電池總重大約375磅（170）可以提供16kWh電， 但是充電狀態下設計成只會充飽85%，而大約30%的SoC顯示表上將顯示空位，且汽油引擎也會自動偵測當電量低於此水位才會動態啟動將電量維持在此位附近。當插上插頭時最大充電SoC也只會到85%。所以電池實際功效約8.8 kWh。因而最近Carnegie Mellon大學研究顯示PHEV-40電池將比HEV或PHEV-7要有更佳的重量與成本比。 但是通用的副總裁Jon Lauckner，表示該研究並沒考慮到該電池只有極不方便的7英里續航力而且生產成本會使Volt每個電池包高出每kWh數百美金成本。
Volt最終上市的電池包重量應該在375磅， 因為Volt將使用鋰電池(Li-ion)的EV1型取代鎳氫(NiMH)電池，不但比較輕也較便宜和符合經濟效率。
電池運作最低溫度介於32 °F到50 °F（0 °C到10 °C），所以當寒帶地區Volt插電時電池本身運作溫度可以溫熱電池。 假如Volt不在插頭模式時引擎會自動啟動一小段時間使電池達到運作溫度開始運作才關閉。但是這種控溫機制並不能抵銷在極冷地方造成的電池效能下降問題。

### SAE J1772
Volt將使用的SAE J1772插電插座系統規格正在申請成為全部電動車的標準介面.

### 尾管排放
Chevrolet Volt在加州空污標準（CARB）分類為先進科技的部分零排放車輛（AT-PZEV）。
在全電池模式下，Volt可以最遠行駛40英里（64）而不使用汽油，所以也沒有任何排放氣體。超過40英里（64）後，電池電量表（SOC）就會啟動汽油內燃機（ICE）開始提供電力。然而此期間使用傳統的燃料循環和過濾方式（觸媒轉化器），也比其他四汽缸汽油引擎車的排放要低。
而當多於電量又逐漸充回到電池使電量表滿載85%，內燃機又會關閉，回到零排放狀態。這種開關內燃機的循環可以有效降低總平均排放。

## 批評與討論

### EPA測試結果
2008年9月，通用和美國國家環境保護局EPA關於Volt的燃油效率測試發生爭論。因為EPA想要改變所有油電車的測試法則。如果根據現行所有EPA測試其他車的方法，Volt的電量和燃油效率可以達到100 mpg，將是所有量產車的第一。
通用相信雖然Volt是一種全新設計，但是EPA也不該量身訂做一種新測試方法來針對化，這是不公平的，並會導致目前通用聲稱的40英里（64）免汽油純電力行駛距離遭到打破，歐盟的測試也顯示雪佛蘭Volt確實比Hybrid車更省油，歐洲版的Volt是Opel Ampera，歐盟測試其一公升汽油可跑83.3公里。

### CAFE
針對國家高速公路安全局（NHTSA）的平均燃油效率指標（CAFE），GM表示將會限制Volt的生產數量尤其是到了2011-2015間。

### 電池與排放
充電電池本質上是把溫室氣體排放轉移到了發電廠，但是不論如何，總CO2排放還是比現有車低，並且有可能透過核能、風能、水力發電等達到接近零排放。GM 表示Volt正常使用下每年可以減低4.4公噸CO2排放。
在安大略，極高比例的發電來自核能和大型水力發電，但是基載電量中有大量的電在非高峰時間並沒有被使用就浪費了，所以等於有多數發電設施在多數時間是多蓋的。安大略的基載電量平均必須達到一季12000到15000MW之間 而核能和水力的總裝機數卻必須達到19000 MW以應付尖峰瞬間電量.所以由此可證，所有充電車必須在離峰時間充電，才能有零排放和少蓋發電廠的效果，所以車輛最好內建控制系統與電力業者溝通，儘可能的使用離峰時間充電。
戴維斯加利福尼亞大學 計算發現如果插電車的能量來自核能和水力發電等0排放能源那CO2將比汽油車的排放減少很多（目前加州45%是此類能源）。
但是如果用其他發電方式，英國《Auto Express》雜誌計算發現Volt使用純電力狀態下使火力發電廠多排124.2 g/km的CO2，但是政府的諸多數據並沒顯示CO2在電廠的增加負擔。所以很多數據都是選擇性的誠實。因此Auto Express最後認定Volt的CO2排量和BMW 118d汽油車沒差多少。
美國能源效率研討會（ACEEE）研究指出，總平均而論插電車可以比傳統油電混合車再減少15%的CO2排放，計算依據2005美國電力網供電來源型態調查表。ACEEE還預言了80%的美國電力來源未來都將轉成非排放性能源，如果搭配上插電車將使得CO2巨幅下降，但是此一評估建立在諸多假設上所以尚有疑慮。
以澳洲為例有85%能源還是使用不環保的煤炭，剩餘的電廠則是用水力和天然氣，Volt溫室氣體排放係數在維多利亞州為1.22 kg-CO2e/kWh   新南威爾斯州為0.890 kg-CO2e/kWh  塔斯曼尼亞為0.120 kg-CO2e/kWh 都低於要求的8.8 kWh，扣除40英里 (64 km) 免汽油行駛能力，維多利亞州排放為167g-CO2e/km，新南威爾斯州為122g-CO2e/km，塔斯曼尼亞為16g-CO2e/km。用電戶可以選擇付較高電費使用綠色電源。以上計算只包含直接燃燒產生的排放不包含生產/運送這些燃料所額外的產生排放，Toyota Prius 混合車排放度g-CO2 在澳洲計算出為115g/km (5.1 l/100 km)， Toyota Yaris 1.3 手排則是141g/km (6.0 l/100 km)，而BMW 120d是162g/km(6.1 l/100 km )，這並不是政府慣用的比較計算方法，如果用政府算法；在這例子中Volt的純電力40英里行駛中被歸類成0排放的全電力距離(AER)。而且沒有和傳統汽油車作對照，等於是有故意誤導之嫌。

### 其他批評
汽車業總統特別工作組表示：「通用至少落後Toyota的环保技术一个时代。所以為了跳躍式超越Toyota，GM在Volt花费一大笔钱。因此任何人想買它都將付出不合理的高價，等於幫通用分攤這段趕路式研發的巨額路費。」

## 得獎
- 2009華盛頓車展獲得綠色車雜誌的綠色車輛展望獎「在合理價格內帶給顧客一輛大膽又創新極高能源效率車」。[80]

## 相關
- 綠動未來
- 豐田普銳斯（Toyota Prius）
- 日产聆风（英語：Nissan Leaf）
- 雪佛蘭
- 油電混和車
- 本田洞察者（Honda Insight）
- 比亞迪汽車
- 通用汽車
- Opel Flextreme - GM的柴油式插電混合車
- 在變形金剛：復仇之戰飾演JOLT

## 外部連結
- Official Chevrolet page about the Volt （页面存档备份，存于）
- GM-Volt: Chevrolet Volt Electric Car Site （页面存档备份，存于）